# Nécropole nationale de Serre-Hébuterne (Beaumont-Hamel)
Le nécropole nationale de Serre-Hébuterne est un cimetière militaire de la Première Guerre mondiale, situé sur le territoire de la commune de Beaumont-Hamel, dans le département de la Somme, au nord-est d'Amiens, à la limite du département du Pas-de-Calais.

## Historique
La nécropole nationale de Serre-Hébuterne a été créée en 1919 pour y inhumer les dépouilles de soldats des 243e et 327e régiments d'infanterie morts au cours des combats d'Hébuterne entre le 10 et le 13 juin 1915 au cours de l'offensive d'Artois de 1915.

## Caractéristiques
La nécropole nationale de Serre-Hébuterne est située à côté d'un cimetière militaire britannique. Sa superficie est de 0,56 ha et le nombre de corps inhumés est de 824, 582 le sont dans des tombes individuelles, et 240 en ossuaire.

Dans la nécropole, a été édifié en 1925, un monument qui porte cette dédicace : 

« A la mémoire des héros morts pour la France à Hébuterne 10-13 juin 1915 »

Sur une stèle a été inscrite cette dédicace 

« Aux braves du 243e morts pour la Patrie le 10 juin 1915 »

En face de la nécropole a été construite, en 1936, une chapelle

## Galerie

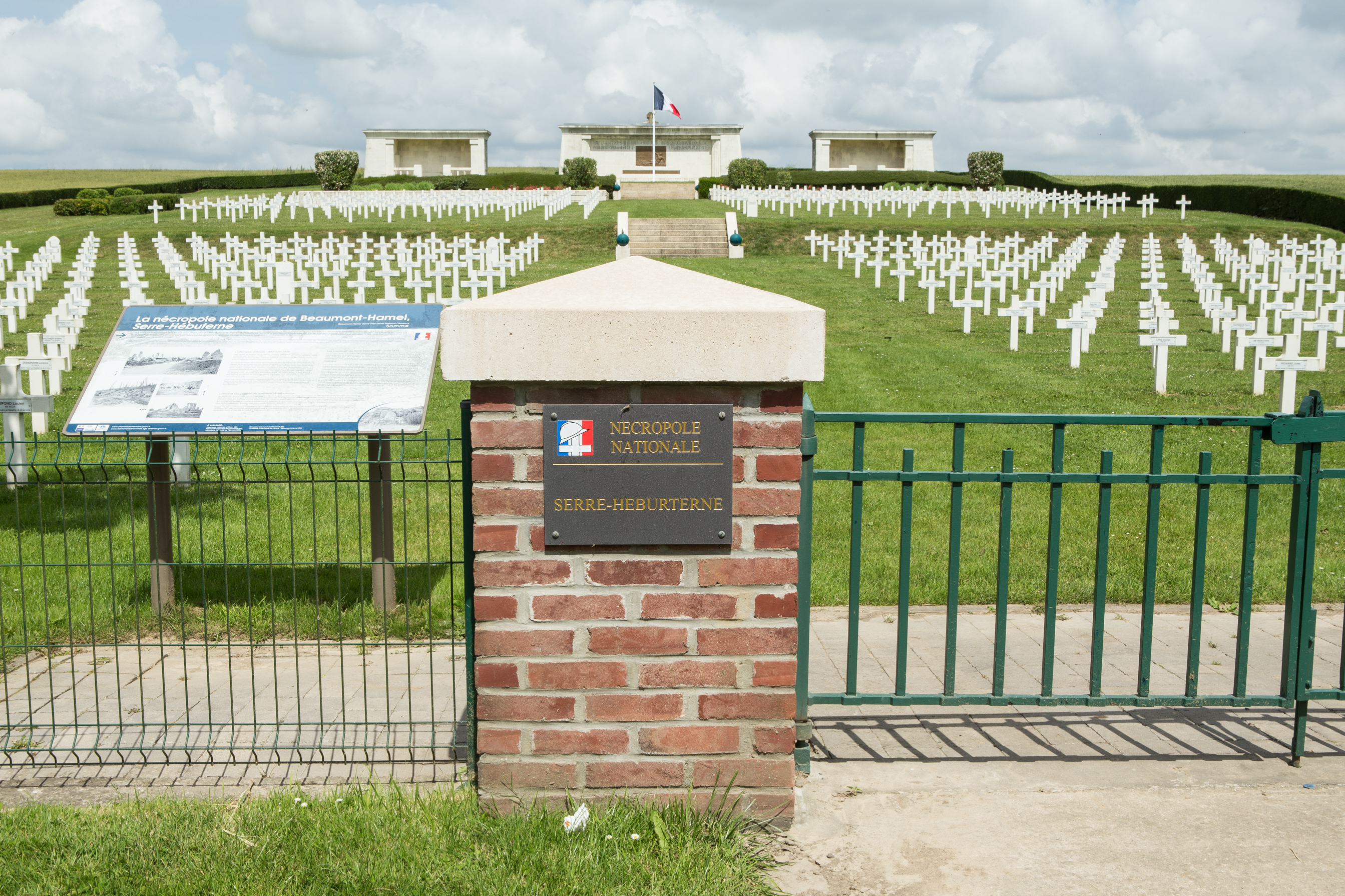
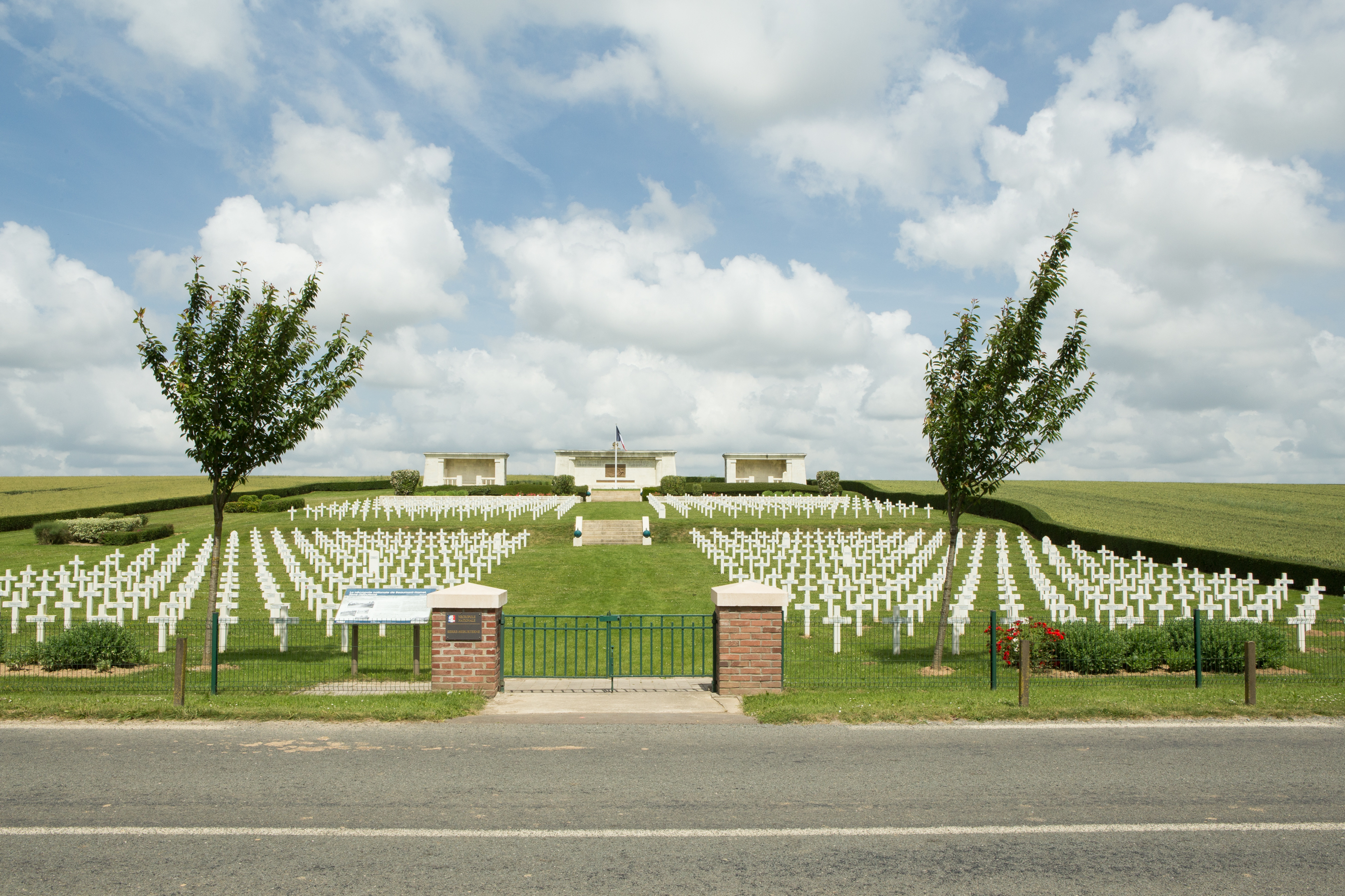
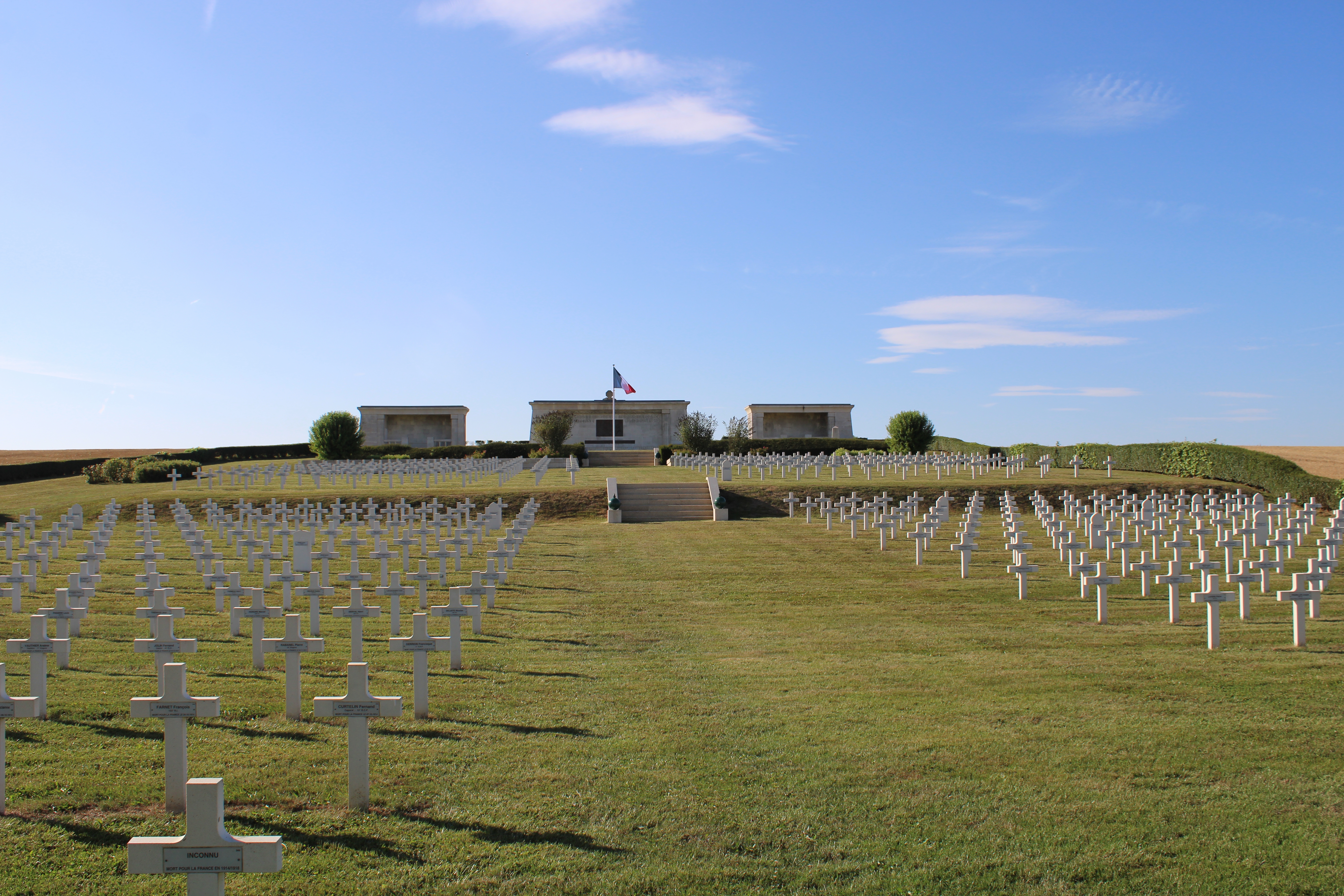
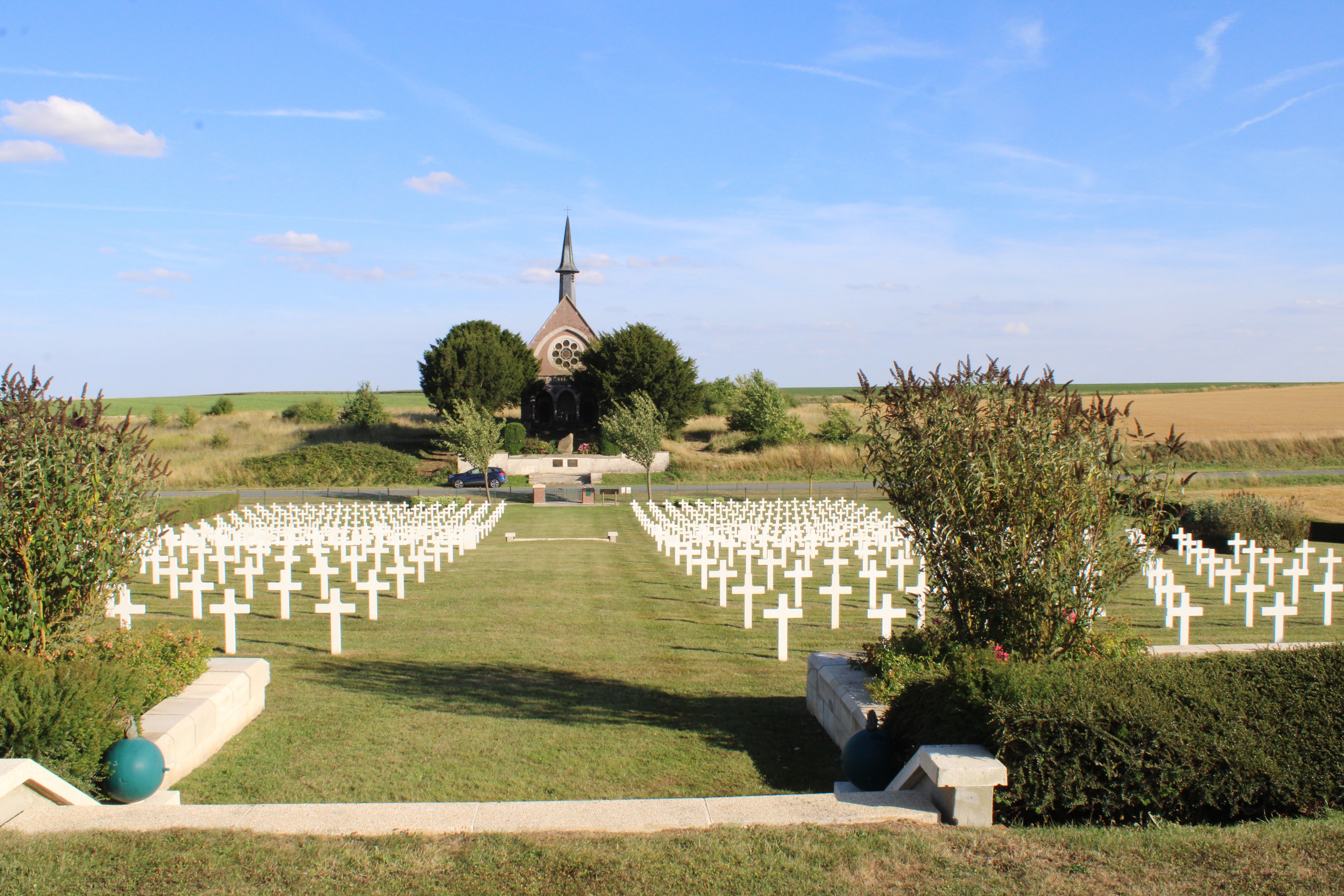
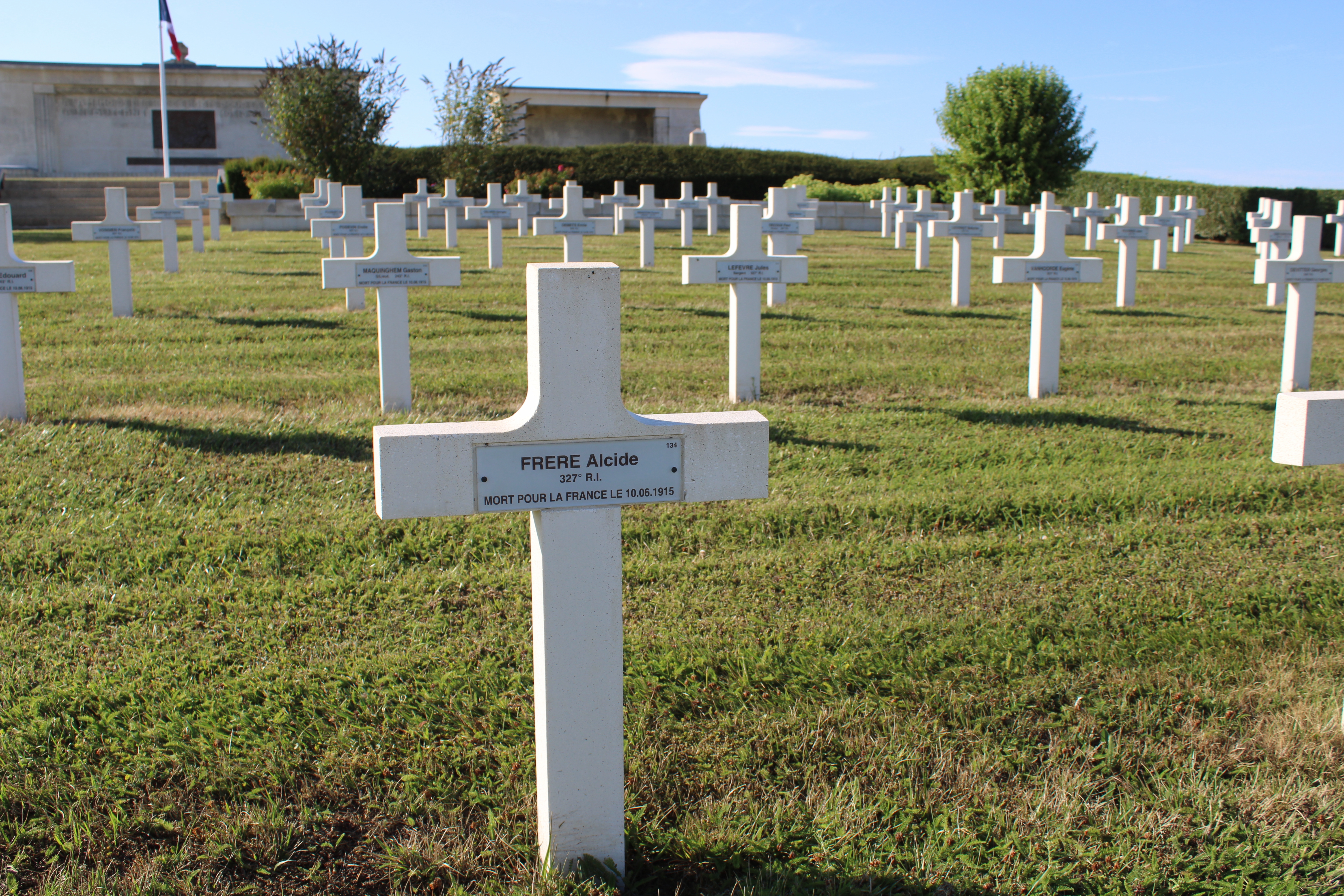
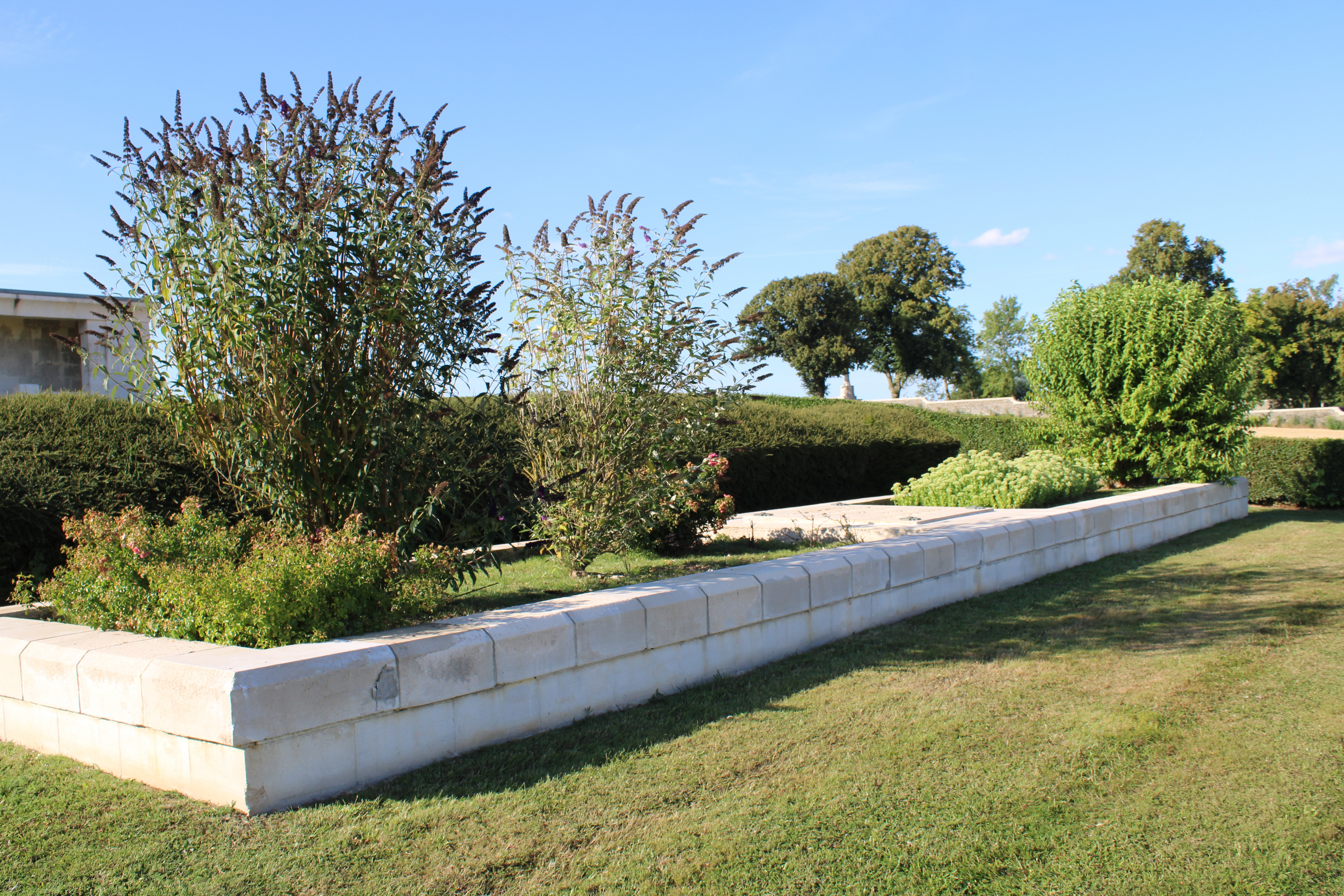